# Трипалладийпразеодим
Трипалладийпразеодим — бинарное неорганическое соединение
палладия и празеодима
с формулой PrPd3,
кристаллы.

## Получение
- Сплавление стехиометрических количеств чистых веществ:

{\displaystyle {\mathsf {3Pd+Pr\ {\xrightarrow {1175^{o}C}}\ PrPd_{3}}}}

## Физические свойства
Трипалладийпразеодим образует кристаллы
кубической сингонии,
пространственная группа P m3m,
параметры ячейки a = 0,4135 нм, Z = 1,
структура типа тримедьзолота AuCu3
.
Соединение конгруэнтно плавится при температуре 1175°C
и имеет область гомогенности 23÷25,5 ат.% празеодима.